# Черняево (Хабаровский край)
Черня́ево — село в районе имени Лазо Хабаровского края. Административный центр Черняевского сельского поселения.

## География
Село Черняево стоит на левом берегу реки Кия, примерно в 10 км до впадения её в Уссури.
Автомобильная дорога к селу Черняево идёт на запад от районного центра посёлка Переяславка через сёла Гродеково, Могилёвку и Киинск.
Расстояние до Переяславки около 30 км.
От Черняево на северо-запад идёт дорога к селу Невельское, а на юго-запад — к селу Аргунское.

## Население
| 1992 | 2002  | 2010  | 2011  | 2012  | 2021 |
| ---- | ----- | ----- | ----- | ----- | ---- |
| 1500 | ↘1117 | ↘1068 | ↘1067 | ↘1047 | ↘893 |

## Улицы
| - ул. 40 лет Победы, - ул. 70 лет Октября, - ул. Аргунская, - ул. Гагарина, - ул. Гаражная, | - ул. Лазо, - ул. Ленина, - ул. Лесная, - ул. Маршала Жукова, - ул. Матросова, | - ул. Мира, - ул. Молодёжная, - ул. Молодогвардейцев, - ул. Набережная, - ул. Новая, | - ул. Октябрьская, - ул. Первомайская, - ул. Полевая, - ул. Совхозная, - ул. Труда. |

## Экономика
Жители занимаются сельским хозяйством.